# Tom Starke
Tom Peter Starke (Freital,  1981. március 18. –) német labdarúgó. 2012 és 2018 a Bayern München kapusa volt.

## Pályafutása
Fiatal korában kézilabdázott és atletizált, hosszútávfutóként több szpartakiádon vett részt. 1988 őszén kezdett el futballozni, az amatőr Stahl Freitalban, majd egy év elteltével a Dynamo Dresden szerződtette. Itt tíz évet töltött, jó részt a klub ifjúsági csapataiban, majd 1999-ben leigazolta az élvonalbeli Bayer Leverkusen. Itt 2000-ben ifjúsági- egy évre rá a tartalékcsapattal amatőr bajnok lett. 2004 tavaszán kölcsönadták a Hamburger SV-nek, itt mutatkozott be a Bundesligában, március 13-án a Hertha BSC elleni 2-0-s győztes bajnokin. Csereként állt be az 52. percben a megsérülő Stefan Wächter helyére. Második bajnokiját május 1-jén játszotta, a Werder Brementől hat gólt kapott a kilencven perc alatt. A következő években megjárta a másodosztályt, védte a Paderborn 07 és a MSV Duisburg kapuját is. A 2010-11-es szezon előtt az 1899 Hoffenheim szerződtette, így újra lehetőséget kapott, hogy az első osztályban bizonyítson. Mindössze két szezont töltött itt, Tim Wiese érkezése után sok lehetőséget kapott. Két év alatt 58 bajnokin lépett pályára. Hans-Jörg Butt visszavonulása után a Bayern München kapust keresett Manuel Neuer mögé és végül 2012 nyarán szerződtették Starkét. Első tétmérkőzését az 1. FC Kaiserslautern elleni kupameccsen vívta október 3-án, mikor a második félidőben helyettesítette megsérülő társát. A Bundesligában 2013. március 3-án, egykori klubja, a Hoffenheim ellen védhetett először. Április 13-án az 1. FC Nürnberg elleni bajnokin fejjel védte Timmy Simons büntetőjét. Ebben az idényben a bajor csapattal mindhárom trófeát megnyerte a hazai porondon. Szerződését 2017. június 30-ig meghosszabbították.
2017. május 20-án végleg befejezte labdarúgó-pályafutását a Bayern Münchennél.
2017. szeptemberében az elsőszámú kapus Neuer ismét megsérült. Operálni kellett, januárig nem bevethető ezért visszahívták és nevezték a2017–2018-as UEFA-bajnokok ligája sorozatra.

## Sikerei, díjai
Bayern München
- Bundesliga: 2012–2013, 2013–2014, 2014–2015, 2015–2016, 2016–2017, 2017–2018
- DFB-Pokal: 2012–2013, 2013–2014, 2015–2016
- DFL-Supercup: 2012, 2016
- Bajnokok Ligája: 2012–2013
- UEFA-szuperkupa: 2013
- FIFA-klubvilágbajnokság: 2013

## Karrier Statisztika
2017. december 13-án frissítve
| Klub verseny adatai  | Klub verseny adatai | Klub verseny adatai | Bajnokság       | Bajnokság | Kupa            | Kupa      | Nemzetközi      | Nemzetközi | Egyéb           | Egyéb | Összesen        | Összesen |
| Klub                 | Bajnokság           | Szezon              | Pályára lépések | Gólok     | Pályára lépések | Gólok     | Pályára lépések | Gólok      | Pályára lépések | Gólok | Pályára lépések | Gólok    |
| Németország          | Németország         | Németország         | Bajnokság       | Bajnokság | DFB-Pokal       | DFB-Pokal | Európa          | Európa     | Egyéb           | Egyéb | Összesen        | Összesen |
| -------------------- | ------------------- | ------------------- | --------------- | --------- | --------------- | --------- | --------------- | ---------- | --------------- | ----- | --------------- | -------- |
| Bayer Leverkusen II  | Regionalliga Nord   | 2000–2001           | 0               | 0         | 1               | 0         | —               | —          | —               | —     | 1               | 0        |
| Bayer Leverkusen II  | Regionalliga Nord   | 2001–2002           | 20              | 0         | —               | —         | —               | —          | —               | —     | 20              | 0        |
| Bayer Leverkusen II  | Regionalliga Nord   | 2002–2003           | 22              | 0         | —               | —         | —               | —          | —               | —     | 22              | 0        |
| Bayer Leverkusen II  | Regionalliga Nord   | 2003–2004           | 0               | 0         | 1               | 0         | —               | —          | —               | —     | 1               | 0        |
| Bayer Leverkusen II  | Regionalliga Nord   | 2005–2006           | 5               | 0         | —               | —         | —               | —          | —               | —     | 5               | 0        |
| Bayer Leverkusen II  | Összesen            | Összesen            | 47              | 0         | 2               | 0         | —               | —          | —               | —     | 49              | 0        |
| Hamburg (kölcsönben) | Bundesliga          | 2003–2004           | 2               | 0         | 0               | 0         | 0               | 0          | 0               | 0     | 2               | 0        |
| Hamburg II (kölcsön) | Regionalliga Nord   | 2003–2004           | 2               | 0         | —               | —         | —               | —          | —               | —     | 2               | 0        |
| Bayer Leverkusen     | Bundesliga          | 2004–2005           | 0               | 0         | 0               | 0         | 0               | 0          | 1               | 0     | 1               | 0        |
| Paderborn            | Bundesliga 2        | 2005–2006           | 17              | 0         | 0               | 0         | —               | —          | —               | —     | 17              | 0        |
| Paderborn            | Bundesliga 2        | 2006–2007           | 30              | 0         | 2               | 0         | —               | —          | —               | —     | 32              | 0        |
| Paderborn            | Összesen            | Összesen            | 47              | 0         | 2               | 0         | —               | —          | —               | —     | 49              | 0        |
| Duisburg             | Bundesliga          | 2007–2008           | 31              | 0         | 2               | 0         | —               | —          | —               | —     | 33              | 0        |
| Duisburg             | Bundesliga 2        | 2008–2009           | 24              | 0         | 1               | 0         | —               | —          | —               | —     | 25              | 0        |
| Duisburg             | Bundesliga 2        | 2009–2010           | 31              | 0         | 3               | 0         | —               | —          | —               | —     | 34              | 0        |
| Duisburg             | Összesen            | Összesen            | 86              | 0         | 6               | 0         | —               | —          | —               | —     | 92              | 0        |
| 1899 Hoffenheim      | Bundesliga          | 2010–2011           | 25              | 0         | 3               | 0         | —               | —          | —               | —     | 28              | 0        |
| 1899 Hoffenheim      | Bundesliga          | 2011–2012           | 33              | 0         | 3               | 0         | —               | —          | —               | —     | 36              | 0        |
| 1899 Hoffenheim      | Összesen            | Összesen            | 58              | 0         | 6               | 0         | —               | —          | —               | —     | 64              | 0        |
| Bayern München       | Bundesliga          | 2012–2013           | 3               | 0         | 1               | 0         | 0               | 0          | 0               | 0     | 4               | 0        |
| Bayern München       | Bundesliga          | 2013–2014           | 2               | 0         | 0               | 0         | 0               | 0          | 1               | 0     | 3               | 0        |
| Bayern München       | Bundesliga          | 2014–2015           | 0               | 0         | 0               | 0         | 0               | 0          | 0               | 0     | 0               | 0        |
| Bayern München       | Bundesliga          | 2015–2016           | 0               | 0         | 0               | 0         | 0               | 0          | 0               | 0     | 0               | 0        |
| Bayern München       | Bundesliga          | 2016–2017           | 3               | 0         | 0               | 0         | 0               | 0          | 0               | 0     | 3               | 0        |
| Bayern München       | Bundesliga          | 2017–2018           | 2               | 0         | 0               | 0         | 0               | 0          | 0               | 0     | 2               | 0        |
| Bayern München       | Összesen            | Összesen            | 10              | 0         | 1               | 0         | 0               | 0          | 1               | 0     | 12              | 0        |
| Karrier Összesen     | Karrier Összesen    | Karrier Összesen    | 252             | 0         | 17              | 0         | 0               | 0          | 2               | 0     | 271             | 0        |